# Warren Hymer
Warren Hymer, född 25 februari 1906 i New York, död 25 mars 1948 i Los Angeles, var en amerikansk skådespelare. Han medverkade i över 120 Hollywoodfilmer, varav majoriteten var av birolls och smårollskaraktär.

## Filmografi, urval
- 1930 – Sinners' Holiday
- 1932 – Hongkong - San Francisco
- 1932 – 20.000 år i Sing Sing
- 1935 – Den gyllene liljan
- 1936 – San Francisco
- 1937 – Man lever bara en gång
- 1938 – New Yorks undre värld
- 1938 – Blåskäggs åttonde hustru
- 1939 – Ingen ängel
- 1941 – Vi behöver varann